# Lino Jannuzzi
Lino Jannuzzi, pseudonimo di Raffaele Iannuzzi (Grottolella, 20 febbraio 1928 – Napoli, 7 agosto 2024), è stato un giornalista, sceneggiatore e politico italiano.

## Biografia
Iniziò la carriera giornalistica scrivendo per L'Espresso. Nel 1967 Jannuzzi, capo dei servizi politici del settimanale, pubblicò insieme a Eugenio Scalfari l'inchiesta sul Servizio Informazioni Forze Armate (i servizi segreti militari dell'epoca) che fece conoscere il progetto di colpo di Stato chiamato piano Solo. Il generale De Lorenzo li querelò e i due giornalisti furono condannati (a Jannuzzi fu inflitta una pena di 13 mesi), malgrado la richiesta di assoluzione fatta dal Pubblico Ministero Vittorio Occorsio, che riuscì a leggere gli incartamenti integrali prima che il governo ponesse il segreto di Stato. Ambedue i giornalisti evitarono il carcere grazie all'immunità parlamentare loro offerta dal Partito Socialista Italiano: alle elezioni politiche del 1968, Jannuzzi fu eletto senatore.
Jannuzzi coniugò l'attività di sceneggiatore a quella di giornalista nel settimanale Tempo Illustrato (1976), dirigendo Radio Radicale nei primi anni Ottanta e diventando in seguito direttore de Il Giornale di Napoli. Diresse l'agenzia di stampa Il Velino dal 1999 al 2002, lasciandola poi per fondare Il Nuovo VeLino. Tale progetto non ebbe seguito, escludendo un breve periodo in cui furono online la stessa testata Il nuovo VeLino e l'agenzia LinOnLine. Jannuzzi riuscì di fatto a tornare al Velino, tramite la sua nomina a presidente dell'allora società editrice Impronta S.r.l.; lasciò definitivamente l'incarico per motivi di salute, nel 2009. Nel corso della sua lunga carriera collaborò anche con Panorama e il Giornale.

## Vicende giudiziarie
Alla fine degli anni Novanta, Jannuzzi fu inquisito per alcuni articoli, pubblicati negli anni Ottanta e Novanta sul Giornale di Napoli, in cui espresse numerose critiche alla magistratura napoletana riguardanti il caso di Enzo Tortora, vittima di un gravissimo errore giudiziario. Jannuzzi, direttore del quotidiano, criticò l'impianto delle accuse e la gestione dei pentiti.
Nel 2001 Jannuzzi accettò la candidatura al Senato da parte di Forza Italia: la leadership del partito gli offrì il seggio come "scudo" nei confronti delle azioni civili e dei procedimenti penali scaturiti a seguito della sua campagna giornalistica. Tuttavia, la revisione costituzionale del 1993, in realtà, rese assai più difficile questo tipo di operazione e - a differenza di quanto efficacemente garantitogli da Nenni con la candidatura al Senato nel 1968 - la soppressione dell'autorizzazione a procedere non mise fine ai procedimenti giudiziari riguardanti i suoi "reati di opinione". In Parlamento il giornalista si batté sia per evitare il carcere, sia perché fosse modificata la legge stabilente la detenzione per i giornalisti riconosciuti colpevoli di diffamazione.
Nel 2002 il giornalista fu condannato in via definitiva a due anni, cinque mesi e dieci giorni di reclusione per diffamazione a mezzo stampa. Le accuse di Jannuzzi ai magistrati che incarcerarono Tortora sulla base di prove poi risultate inconsistenti vennero ritenute diffamatorie perché i togati coinvolti nello scandalo non furono mai sottoposti ad alcuna inchiesta atta ad accertarne le effettive responsabilità.
Successivamente fu emesso un ordine di carcerazione da parte del Tribunale di sorveglianza di Napoli. Dovettero intervenire Palazzo Madama e la Farnesina per fare valere lo "status internazionale" del senatore (essendo Jannuzzi componente del Consiglio d'Europa) e l'immunità assoluta dalla giurisdizione a lui garantita grazie a incarichi diplomatici. L'esecuzione della pena fu sospesa per due anni e l'ordine di carcerazione revocato.
Due anni dopo (giugno 2004) Jannuzzi fu costretto a scontare la pena, trasformata in detenzione domiciliare dal tribunale di sorveglianza di Milano, con la posibilità per il senatore di uscire di casa solo dalle 8 alle 19 per gli obblighi parlamentari; gli venne anche fatto divieto di lasciare l'Italia senza autorizzazione del giudice.
La possibilità che si aprissero per Jannuzzi le porte del carcere rimase però ancora concreta poiché prevista per legge al superamento del limite dei tre anni nel cumulo delle condanne penali.
Di fronte alla prospettiva che un Senatore della Repubblica venisse recluso per un reato d'opinione, il 16 febbraio 2005 il Presidente della repubblica Carlo Azeglio Ciampi firmò un provvedimento di grazia a favore di Jannuzzi.
Nel 2006 Jannuzzi fu eletto nuovamente al Senato. La legislatura terminò nel 2008.
Il Popolo della Libertà non lo ricandidò alle successive elezioni e Jannuzzi tornò al suo lavoro di giornalista; tuttavia, per le opinioni espresse durante i due mandati parlamentari (2001-2008), il Senato continuò a riconoscergli la prerogativa dell'insindacabilità, difendendolo dinanzi alla Corte costituzionale con il ricorso ad avvocati del libero foro.

### Campagne giornalistiche contro i giudici di Palermo
Il 29 ottobre 1991, sul Giornale di Napoli, commentando il progetto di Giovanni Falcone (allora Direttore generale degli affari penali al Ministero della Giustizia), per la creazione della superprocura, scrisse un articolo intitolato “Cosa Nostra uno e due”, interamente dedicato a Falcone e a Gianni De Gennaro (a quel tempo candidato a dirigere la DIA). In quell'articolo scrisse, tra l'altro: “È una coppia la cui strategia, passati i primi momenti di ubriacatura per il pentitismo e i maxi-processi, è approdata a più completo fallimento: sono Falcone e De Gennaro i maggiori responsabili della debacle dello Stato di fronte alla Mafia [...] l'affare comincia a diventare pericoloso per noi tutti: da oggi, o da domani, quando si arrivasse a queste nomine, dovremo guardarci da due ‘Cosa Nostra’, quella che ha la cupola a Palermo e quella che sta per insediarsi a Roma. E sarà prudente tenere a portata di mano il passaporto”.
Fu l'autore del libro Il processo del secolo. Come e perché è stato assolto Andreotti, in cui ricostruì la storia del processo di primo grado, con le polemiche politiche e il clamore mediatico suscitati, a Giulio Andreotti, conclusosi nel 1999 con l'assoluzione dello stesso.
Risultò oggetto di discussione nelle intercettazioni della Procura di Palermo, nei primi mesi del 2001. Il giornalista Marco Travaglio in un suo libro scrisse che il boss Giuseppe Guttadauro, parlando nella propria abitazione con l'amico mafioso Salvatore Aragona, stava organizzando una campagna stampa a favore dei colleghi detenuti; quest'ultimo gli avrebbe segnalato Giuliano Ferrara e lo stesso Lino Jannuzzi che «Ha scritto un libro contro Caselli e un libro pure su Andreotti ed è in intimissimi rapporti con Dell'Utri», al che Guttadauro avrebbe risposto «Jannuzzi buono è!».

### Campagne giornalistiche contro i giudici di Milano

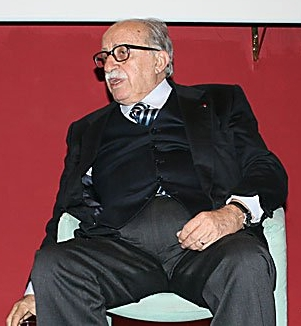
Lino Jannuzzi

Jannuzzi fu al centro di un caso nazionale quando, sul numero del 20 dicembre 2001 (uscito in edicola il 13 dicembre) di Panorama comparve un suo articolo in cui descrisse un presunto complotto ai danni di Silvio Berlusconi. Il 14 dicembre la storia venne ripetuta in un suo articolo sul Giornale.
Jannuzzi sostenne infatti che nella settimana precedente ci fosse stato in un albergo di Lugano un summit segreto fra:
- Ilda Boccassini, PM in un processo a carico di Cesare Previti e Silvio Berlusconi;
- Elena Paciotti, ex presidente dell'Associazione Nazionale Magistrati, all'epoca parlamentare europeo dei Democratici di Sinistra, principale fautrice del mandato di cattura europeo;
- Carla Del Ponte, già procuratore capo del Tribunale penale internazionale per l'ex-Jugoslavia, che fu a lungo la corrispondente svizzera per le rogatorie del pool di Milano;
- Carlos Castresana, capo della procura anti corruzione di Madrid.

L'incontro, stando alle parole di Jannuzzi, sarebbe stato finalizzato a definire delle strategie per arrestare Berlusconi. Nel numero successivo di Panorama Jannuzzi riconobbe parzialmente le smentite, affermando che l'unica smentita attendibile fosse quella di Castresana ma scrisse che avrebbe dimostrato l'esistenza dell'incontro. Lo stesso direttore Carlo Rossella lo difese poi in un editoriale affermando che «il problema esiste». Rossella venne in seguito condannato a risarcire Ilda Boccassini per 12 000 euro. All'obbligo di pubblicare la sentenza relativa all'articolo di Jannuzzi su Panorama, il Cdr del giornale la fece accompagnare dal comunicato:
Boccassini, Del Ponte e Paciotti citarono in giudizio Jannuzzi, la Mondadori (presieduta da Marina Berlusconi) e la Società Europea di Edizioni, editrice del Giornale (di proprietà di Paolo Berlusconi).
La Società Europea di Edizione fu condannata a risarcimenti di oltre 100.000 euro e alla pubblicazione a proprie spese di smentite non solo sul Giornale stesso ma anche su altri quotidiani nazionali, mentre la Mondadori e il direttore responsabile di Panorama furono condannati a risarcimenti di oltre 250 000 euro.

## Opere
- Il mio processo, Christen, 1968.
- L. Jannuzzi-Francesco Rosi, Lucky Luciano, Milano, Bompiani, 1973.
- Le mie battaglie, 1980.
- Così parlò Buscetta. Un mafioso che parla è una contraddizione in termini: cosa dice Buscetta, a chi e perché?, Prefazione di Leonardo Sciascia, Milano, Sugarco, 1986.
- Il profeta e i farisei [Le memorie di Adriano Celentano], Milano, Rusconi, 1988, ISBN 88-18-57017-X.
- Il processo del secolo. Come e perché è stato assolto Andreotti, Prefazione di Giuliano Ferrara, Collana Frecce, Milano, Mondadori, 2001, ISBN 978-88-044-5526-4.
- Lettere di un condannato. Storie esemplari di ingiustizia italiana, Collana Frecce, Milano, Mondadori, 2003, ISBN 978-88-045-1794-8.
- Lo Sbirro e lo Stato, Roma, Koinè Nuove Edizioni, 2008, ISBN 88-87509-86-7.

## Filmografia

### Sceneggiatore
- Lucky Luciano (1973)
- Cadaveri eccellenti (1976)
- Il pentito (1985)
- Ternosecco (1987)